# Кортен, Гюнтер
Гюнтер Кортен (нем. Günther Korten, 26 июля 1898, Кёльн, Рейнланд — 22 июля 1944, Растенбург, Восточная Пруссия) — один из высших командиров люфтваффе, начальник Генерального штаба люфтваффе (1943—1944), генерал-полковник авиации (22 июля 1944 посмертно).

## Биография
Гюнтер Кортен родился 26 июля 1898 года в Кёльне в семье архитектора Хуго Кортена (1855—1931) и его супруги Марии (1866—1942). 2 сентября 1914 года добровольцем вступил в армию и был зачислен в 34-й полевой артиллерийский полк (2-й Лотарингский). 1 декабря 1914 года был назначен фенрихом и 3 декабря переведён в 8-й саперный батальон. 18 октября 1915 был произведён в лейтенанты. 28 октября 1916 в батальоне связи 15-й пехотной дивизии. С 26 января по 31 мая 1919 командовал сапёрной ротой Добровольческого корпуса.
1 июня 1919 был назначен командиром роты батальона «Рейнланд» в составе рейхсвера. 9 сентября 1919 командир 10-го сапёрного батальона, с 1 января 1921 командир 6-го сапёрного батальона. С 1 мая 1924 года адъютант и офицер снабжения 6-го сапёрного батальона. 31 июля 1925 был произведён в обер-лейтенанты. 1 ноября 1927 был прикомандирован к 6-му артиллерийскому полку.
С ноября 1928 по октябрь 1929 года проходил подготовку на секретных лётных курсах в Липецком авиацентре. 1 ноября 1929 в составе штаба 1-й дивизии был прикомандирован к Берлинской службе аэрофотосъемки (нем. Bildstelle Berlin), которая занималась подготовкой войсковой разведки. С 1 октября 1933 офицер для особых поручений при главнокомандующем Сухопутными войсками. 1 апреля 1934 года перешёл в люфтваффе и находился на штабной должности.
С 1 октября 1934 офицер Генерального штаба при статс-секретаре Имперского министерства авиации Эрхарде Мильхе. С октября 1935 по сентябрь 1936 года проходил курс обучения штабного офицера при Военной академии. 1 октября 1936 был назначен командиром 122-й разведывательной группы и комендантом авиабазы в Пренцлау. В августе 1937 года был переведён в Имперское министерство авиации. 1 октября 1937 назначен начальником 4-го отдела Управления личного состава ОКЛ. С 13 марта 1938 года начальник оперативного отдела (Ia) в штабе командующего люфтваффе в Австрии, а 1 апреля назначен начальником штаба. С февраля 1939 начальник штаба командования люфтваффе «Остмарк».
18 марта 1939 начальник штаба 4-го воздушного флота, участвовал в Польской кампании. 19 декабря 1939 начальник штаба 2-го авиакорпуса. 21 февраля 1940 переведён в штаб 3-го воздушного флота, а 11 июня назначен начальником штаба. Участвовал во Французской кампании и Битве за Англию.
15 января 1941 года был снова назначен начальником штаба 4-го воздушного флота, участвует в Балканской кампании и вторжении в СССР. 24 августа 1942 принял командование 1-м авиакорпусом, одновременно с 26 августа возглавлял оперативную авиагруппу «Дон», действовавшую в районе Сталинграда и поддерживавшую группу армий «Дон».
С апреля 1943 1-й авиакорпус, возглавляемый Кортеном, вёл активные боевые действия в Крыму. С 12 июня 1943 командующий 1-м воздушным флотом, действовавшим на советско-германском фронте.
После самоубийства Ганса Ешоннека 19 августа 1943 был срочно вызван в Берлин и 25 августа назначен начальником Генштаба люфтваффе (официально утвержден 3 сентября 1943). В сентябре 1943 года учредил специальную инспекцию штурмовой авиации (нем. Inspektion der  Schlachtflieger), которой были подчинены все группы пикирующих бомбардировщиков, группы непосредственной поддержки войск, группы скоростных бомбардировщиков, а также все подразделения «истребителей танков» (нем. Panzerjägerverbände). После поражения под Курском, победы союзников на Сицилии и в Южной Италии, и участившимися налётами на Германию тяжёлых бомбардировщиков принял решение о необходимости защищать Третий рейх от вторжения и перебросить авиачасти с Востока и из области Средиземноморья в Германию.
20 июля 1944 года присутствовал на совещании в Ставке Гитлера в Растенбурге, когда полковник Штауффенберг поставил под стол портфель с бомбой. Во время взрыва получил тяжёлые ранения, от которых через два дня скончался в госпитале. Похоронная церемония проходила 3 августа 1944 года в Танненбергском мемориале.

## Награды
- Железный крест (1914) 2-го и 1-го класса
- Знак за ранение (1918) (чёрный)
- Почётный крест ветерана войны
- Медаль «За выслугу лет в Вермахте» 4, 3, 2 и 1-го класса
- Медаль «В память 13 марта 1938 года»
- Медаль «В память 1 октября 1938 года»
- Пряжка к Железному кресту (1939) 2-го и 1-го класса
- Знак «Лётчик-наблюдатель» в золоте с бриллиантами (1940)
- Рыцарский крест Железного креста (3.05.1941)
- Немецкий крест в золоте (29.12.1942)
- Нагрудный знак «За ранение 20 июля 1944 года» (золотой)
- Планка люфтваффе «Бомбардировщик» (в золоте)
- Крымский щит
- Манжетная лента «Крит»
- Упоминался в «Вермахтберихт» (12 августа 1943)
- Румынский Орден Михая Храброго 3-го класса (29.07.1942 № 2177)
- Финский Орден Креста Свободы 1-го класса со звездой и мечами (07.01.1944)